# جوایز موسیقی آمریکا ۲۰۱۹
چهل و هفتمین جایزه‌های سالانه موسیقی آمریکا در تاریخ ۲۴ نوامبر ۲۰۱۹ برای شناخت محبوب‌ترین هنرمندان و آلبوم‌های سال در تئاتر مایکروسافت واقع در لس آنجلس برگزار شد. این برنامه به‌صورت مستقیم و به میزبانی سی‌یرا در شبکه ای‌بی‌سی پخش شد. تیلور سوئیفت با دریافت شش جایزه از جمله جایزه هنرمند دهه و دریافت بیست و نهمین جایزه خود، موفق به پر برنده‌ترین هنرمند در طول تاریخ این مراسم شد و رکورد خود را برای دریافت جوایز رده‌های هنرمند سال، هنرمند زن پاپ/راک برگزیده و آلبوم پاپ/راک برگزیده گسترش داد. پست مالون با هفت نامزدی، بیشترین نامزدی‌ها را از هر هنرمندی برای این مراسم دریافت کرد. پس از آن، آریانا گرانده و اولین نامزدی بیلی آیلیش، با شش نامزدی معرفی شدند.

## اجراها
| هنرمند(ها)                        | ترانه(ها) |
| --------------------------------- | --- |
| سلنا گومز                         | «تو را از دست دادم تا خودم را دوست داشته باشم» «حالا نگاهش کن» |
| سی‌یرا                             | «ملانین» (با استر دین و لا لا آنتونی) |
| لیزو                              | "Jerome" |
| تامس رت                           | "Look What God Gave Her" |
| شان مندز کامیلا کبیو              | «سینوریتا» |
| کشا                               | «آتش‌به‌پاکردن» (با بیگ فریدیا) «تیک‌تاک» |
| تونی برکستون                      | «دلم را بند بزن» |
| بیلی آیلیش                        | "All the Good Girls Go to Hell" |
| هالزی                             | «گورستان» |
| گرین دی                           | "Father of All..." Basket Case" |
| کامیلا کبیو                       | "Living Proof" |
| جوناس برادرز                      | "Only Human" (زنده در تی‌دی گاردن در بوستون) |
| تیلور سوئیفت                      | مدلی: «اون مرد» «داستان عشق» «می‌دانستم تو مشکل‌سازی» «فضای خالی» «از ذهنم پاکش کنم» (با هالزی و کامیلا کبیو) «عاشق (فرست دنس ریمیکس)» (با میستی کوپلند و هال کریگ) |
| کریستینا آگیلرا A Great Big World | "Fall on Me" |
| پست مالون                         | مدلی: «دایره‌ها» "Take What You Want" (با آزی آزبورن، تراویس اسکات و اندرو وات)                                                                                    |
| دوآ لیپا                          | «حالا شروع نکن» |
| شنایا توین                        | مدلی: "You're Still the One" Any Man of Mine" That Don't Impress Me Much" Man! I Feel Like a Woman!"                                                              |

## ارائه‌دهنده
- کارول کینگ — هنرمند دهه را به تیلور سویفت معرفی و ارائه داد.
- پائولا عبدل — تونی برکستون را معرفی کرد.
- کری آندروود — کریستینا آگیلرا و گریت بیگ ورلد را معرفی کرد.
- تایرا بنکس – لیزو را معرفی کرد.
- چادویک بوزمن – هنرمند برگزیده آلترناتیو راک را ارائه داد.
- کین براون — توماس روت را معرفی کرد.
- میستی کوپلند و بن پلت — ترانه کانتری برگزیده را ارائه داد.
- Rivers Cuomo و پت ونتز — پست مالون، اوزی اوزبورن، وات و تراویس اسکات را معرفی کرد.
- هایدی کلوم و دن لوی — آلبوم برگزیده پاپ/راک را ارائه داد.
- دیوید دوبریک و مدی هسن — کشا و بیگ فریدیا را معرفی کرد.
- کوبی اسمالدرز و مایکل ایلی — آهٔ بوم برگزیده کانتری و هنرمند زن برگزیده کانتری را ارائه داد.
- جیمی لی کرتیس و کاترین لانگفورد — همکاری سال را ارائه داد.
- دن + شی و مایا هاک – آلبوم برگزیده رپ/هیپ هاپ را ارائه داد.
- پاتریک شوارتزنگر و جینا دوان – هالزی را معرفی کرد.
- تاران کیلام و جمیله جمیل – هنرمند جدید سال را ارائه داد.
- Jharrel Jerome و مگان دی استالین – ترانه برگزیده رپ/هیپ هاپ را ارائه داد.
- رجینا کینگ – هنرمند سال را ارائه داد.
- بیلی پورتر – کامیا کبیو را معرفی کرد.
- کنستانس وو — ترانه برگزیده پاپ/راک را ارائه داد.
- تایلر، د کریتور – بیلی آیلیش را معرفی کرد.
- بیلی آیلیش – گرین دی را معرفی کرد.
- کلسی بالرینی – شنایا توین را معرفی کرد.

## برنده‌ها و نامزدی‌ها
| هنرمند سال | هنرمند جدید سال |
| --- | --- |
| - تیلور سوئیفت - دریک - آریانا گرانده - هالزی - پست مالون | - بیلی آیلیش - لوک کومز - لیل ناز اکس - لیزو - الا مای |
| همکاری سال | تور سال |
| - «سینوریتا» - شان مندز و کامیلا کبیو - «کم‌عمق» - لیدی گاگا و بردلی کوپر - «جاده شهرک قدیمی» - لیل ناز اکس با همراهی بیلی ری سایرس - «Happier» - مارشملو و باستیل - «Sunflower» - پست مالون و سوئه لی | - بی‌تی‌اس - آریانا گرانده - التون جان - پینک - اد شیرن |
| موزیک ویدئو برگزیده | هنرمند محبوب اجتماعی |
| - «تو باید آرام باشی» - تیلور سوئیفت - «مرد بد» - بیلی آیلیش - «۷ حلقه» - آریانا گرانده - «بدون من» - هالزی - «جاده شهرک قدیمی» - لیل ناز اکس با همراهی بیلی ری سایرس                                 | - بی‌تی‌اس - بیلی آیلیش - اکسو - آریانا گرانده - شان مندز |
| موسیقی متن برگزیده | هنرمند مرد برگزیده – پاپ/راک |
| - Bohemian Rhapsody - کوئین - ستاره‌ای متولد شده‌است - لیدی گاگا و بردلی کوپر - Spider-Man: Into the Spider-Verse - هنرمندان مختلف                                                                      | - خالید رابینسون - پست مالون - دریک |
| هنرمند زن برگزیده – پاپ/راک | گروه یا دونفره برگزیده – پاپ/راک |
| - تیلور سوئیفت - بیلی آیلیش - آریانا گرانده | - بی‌تی‌اس - جوناس برادرز - پنیک! ات د دیسکو |
| آلبوم برگزیده – پاپ/راک | ترانه برگزیده – پاپ/راک |
| - عاشق - تیلور سوئیفت - وقتی همه می‌خوابیم، کجا می‌ریم؟ - بیلی آیلیش - ممنون، بعدی - آریانا گرانده | - «بدون من» - هالزی - «Sucker» - جوناس برادرز - «جاده شهرک قدیمی» - لیل ناز اکس با همراهی بیلی ری سایرس - «High Hopes» - پنیک! ات د دیسکو - «Sunflower» - پست مالون و سوئه لی |
| هنرمند مرد برگزیده – کانتری | هنرمند زن برگزیده – کانتری |
| - کین براون - لوک کومز - تامس رت | - کری آندروود - کلسی بالرینی - Maren Morris |
| گروه یا دونفره برگزیده – کانتری | آلبوم برگزیده – کانتری |
| - دن + شی - Florida Georgia Line - Old Dominion | - Cry Pretty - کری آندروود - Experiment - کین براون - Dan + Shay - دن + شی |
| ترانه برگزیده – کانتری | هنرمند برگزیده – رپ/هیپ هاپ |
| - "Speechless» - دن + شی - «Beautiful Crazy» - لوک کومز - «God's Country» - بلیک شلتون | - کاردی بی - دریک - پست مالون |
| آلبوم برگزیده – رپ/هیپ هاپ | ترانه برگزیده – رپ/هیپ هاپ |
| - Hollywood's Bleeding - پست مالون - Championship - Meek Mill - Astroworld - تراویس اسکات | - «جاده شهرک قدیمی» - لیل ناز اکس با همراهی بیلی ری سایرس - «Sicko Mode» - تراویس اسکات - «Wow» - پست مالون                                                                   |
| هنرمند مرد برگزیده – سول/آراندبی | هنرمند زن برگزیده – سول/آراندبی |
| - برونو مارس - خالید رابینسون - کریس براون | - بیانسه - الا مای - لیزو |
| آلبوم برگزیده – سول/آراندبی | ترانه برگزیده – سول/آراندبی |
| - Free Spirit - خالید رابینسون - Indigo - کریس براون - Ella Mai - الا مای | - "Talk» - خالید رابینسون - «Juice» - لیزو - «Trip» - الا مای |
| هنرمند برگزیده – آلترناتیو راک | هنرمند برگزیده – معاصر بزرگسالان |
| - بیلی آیلیش - پنیک! ات د دیسکو - ایمجین درگنز | - تیلور سوئیفت - مارون ۵ - پینک |
| هنرمند برگزیده – لاتین | هنرمند برگزیده – الهام‌بخش معاصر |
| - جی بالوین - بد بانی - Ozuna | - Lauren Daigle - MercyMe - For King & Country |
| هنرمند برگزیده – موسیقی رقص الکترونیک | هنرمند دهه |
| - مارشملو - آویچی - د چینسموکرز | - تیلور سوئیفت |